# Rossano Ercolini
Rossano Ercolini (Capannori, Itàlia, 7 de maig de 1955) és un mestre i ecologista italià. Va rebre el Premi Mediambiental Goldman l'any 2013, per la seva tasca de difusió dels riscos ambientals de la incineració i per la seva defensa del concepte residu zero.